# Araçarí sanguini
L'araçarí sanguini (Pteroglossus sanguineus) és una espècie d'ocell de la família dels ramfàstids (Ramphastidae) que habita la selva humida i altres formacions boscoses de l'extrem oriental de Panamà, oest de Colòmbia i nord-oest de l'Equador.